# Волопас III
Волопас III (англ. Bootes III, Boo III) — область повышенной концентрации звёзд в гало Млечного Пути, которая может быть карликовой сфероидальной галактикой. Находится в созвездии Волопаса и была обнаружена в 2009 году при анализе данных, полученными в Слоановском цифровом обзоре неба. Галактика находится на расстоянии около 46 кпк от Солнца и удаляется от нас со скоростью около 200 км/с. Она имеет удлинённую форму (соотношение осей 2:1) с радиусом около 0,5 кпк. Большой размер и неправильная форма могут означать, что Волопас III находится на переходном этапе между гравитационно связанной галактикой и полностью несвязанной системой, разрушаемой приливными силами нашей Галактики.
Волопас III является одним из самых маленьких и тусклых спутников Млечного Пути — его интегральная светимость всего в 18 000 раз больше, чем Солнца (абсолютная звёздная величина около −5,8m), что значительно ниже, чем светимость многих шаровых скоплений. Массу Волопаса III трудно оценить, потому что галактика находится в процессе разрушения. В этом случае дисперсия скоростей его звёзд не связана с его массой.
Звёздное население Волопаса III состоит в основном из умеренно старых звёзд, образовавшихся больше 12 млрд лет назад. Металличность этих старых звёзд находится на низком уровне [Fe/H] = -2,1 ± 0,2; это означает, что они содержат примерно в 120 раз меньше тяжёлых элементов, чем Солнце. Волопас III может быть источником звёзд звёздного потока Стикс в галактическом гало, который был обнаружен вместе с этой галактикой.